# Ernst Alt
Ernst Alt (Saarbrücken, 22 de enero de 1935 - 31 de marzo de 2013) fue un pintor y escultor alemán.

## Obras
- Creación del portal de la iglesia 1980-1986 de la Basílica de San Juan en Saarbrücken.
- 2000-2002 , aplicación de los portales en bronce de la Iglesia de San Lorenzo en Ahrweiler.
- Ciclo de vidrieras para la Iglesia de San Luis en Saarlouis, 1980-2006 alrededor de doce ventanales.
- Desde los años 50 hasta la actualidad ha realizado numerosas acuarelas y dibujos.